# Matthiola glutinosa
Matthiola glutinosa är en korsblommig växtart som beskrevs av Saiyad Masudal Saiyid Masudul Hasan Jafri. Matthiola glutinosa ingår i släktet lövkojor, och familjen korsblommiga växter. Inga underarter finns listade i Catalogue of Life.